# FBC ASKÖ Linz-Urfahr
Der FBC ASKÖ Linz-Urfahr ist ein österreichischer Faustballverein aus der oberösterreichischen Landeshauptstadt Linz. Der Verein spielt seit 1978 in der Hallenbundesliga und 1981 in der Feldbundesliga.

## Teams
In der Saison 2007 stellt der FBC ASKÖ Linz-Urfahr 15 Mannschaften in den verschiedensten Ligen Österreichs. Dazu gehören fünf Herren-, eine Damen- und drei Seniorenteams sowie sechs Jugendmannschaften.

## Erfolge
- 1988 – Hallenvizemeister und 3. im Europacup
- 1991 bis 1995 – Österreichischer Pokalsieger
- 1993 – Österreichischer Hallen- und Feldmeister
- 1994 und 1995 – Österreichischer Hallenmeister
- 1994 – 3. beim Hallen-Europapokal
- 1995 und 1996 – 3. beim IFV-Pokal
- 1996 – 3. beim Europapokal Feld, Vizemeister Feld und Halle
- 1997 – 2. beim IFV Pokal, Vizemeister Feld und Halle
- 1998 – IFV Pokalsieger, Vizemeister Feld
- 1999 – Europapokalsieger Feld, Vizemeister Feld und Halle
- 2000 – Österreichischer Feldmeister, 3. beim Europapokal Feld, 2. beim Weltpokal
- 2001 – Vizemeister Halle, Österreichischer Feldmeister, Österreichischer Pokalsieger
- 2002 – Österreichischer Feldmeister, Österreichischer Pokalsieger, Europapokalsieger Feld
- 2003 – Sieger des Manor Wollerauer Indoors, Österreichischer Hallen- und Feldmeister, Europapokalsieger Feld, Weltpokalsieger
- 2004 – Europapokalsieger Halle, Österreichischer Hallenmeister, Weltpokalsieger, Europapokalsieger Feld
- 2005 – Vizemeister Halle und Feld, 2. Platz Europapokal, 2. Platz Weltpokal
- 2006 – Vizemeister Feld, 3. Platz IFA-Pokal
- 2007 – Österreichischer Hallenmeister, Österreichischer Feldmeister, 2. Platz Europapokal
- 2008 – Europapokalsieger Halle, Österreichischer Hallenmeister, Österreichischer Feldmeister, 3. Platz Europapokal Feld
- 2009 – Österreichischer Hallenmeister, 3. Platz Europapokal, 3. Platz Österreichische Feldmeisterschaft, Europapokalsieger Feld
- 2010 – 2. Platz Europacup

## 1. Mannschaft
Die 1. Mannschaft des FBC ASKÖ Linz-Urfahr spielt in der 1. österreichischen Bundesliga.
| #       | Name                  | Nationalspiele |
| ------- | --------------------- | -------------- |
| Abwehr  |                       |                |
| 3       | Harald Pühringer      | 31             |
| 16      | Ruben Schwarzelmüller |                |
| 18      | Siegfried Simon       | 35             |
| Zuspiel |                       |                |
| 4       | Béla Gschwandtner     | 21 (U21-Team)  |
| Angriff |                       |                |
| 1       | Max Horber            | -              |
| 5       | Christian Koller      | 35             |
| 2       | Patrick Piermann      | -              |
| Trainer |                       |                |
|         | Manfred Leitner       |                |